# Ryan Hughes
Ryan Hughes   (Escondido, 1973), conegut com a Ryno, és un antic pilot professional de motocròs nord-americà. Dins el motociclisme de fora d'asfalt va dur a terme una llarga carrera esportiva de quasi 30 anys (1984-2013), durant la qual va guanyar diversos Campionats del món de motocròs de quatre temps i de veterans, a més d'un Motocross des Nations com a membre de la selecció dels Estats Units. També va guanyar el primer Campionat AMA d'EnduroCross de la història (2004). Més tard es va dedicar a la bicicleta tot terreny (MTB) i en va guanyar un campionat dels Estats Units d'enduro.
Actualment, Hughes dirigeix la seva pròpia acadèmia de formació a Escondido, el Ryno Insitute, des d'on imparteix tota mena de cursets de motocròs i formació per a futurs pilots.

## Trajectòria en motocròs
Ryan Hughes va debutar en competició com a professional a 15 anys, el 1988, i va formar part de diversos equips de fàbrica entre el 1991 i el 2008. Va competir als Campionats AMA entre el 1990 i el 2005 i en va ser dues vegades subcampió de motocròs (1995 i 2003) i una de supercross (1995), sempre en 125cc. La seva fortalesa i resistència a les curses li van valdre el sobrenom de Ryno. L'any 2000 va formar part, al costat de Travis Pastrana i Ricky Carmichael, de l'equip nord-americà que va guanyar el Motocross des Nations a França.
Al llarg de la seva carrera en el motocròs, Hughes en va guanyar diverses edicions dels anomenats Campionats del Món per a veterans i quatre temps, uns títols que es decideixen (es decidien, en el cas del de quatre temps) a una sola prova disputada al circuit de Glen Helen, prop de casa seva.

## Palmarès

### Títols per any
| Any  | Equip  | Campionat                         | Classe |
| ---- | ------ | --------------------------------- | ------ |
| 2000 | Honda  | Motocross des Nations             | -      |
| 2001 | ?      | Campionat del món de 4T           | -      |
| 2002 | ?      | Campionat del món de 4T           | -      |
| 2003 | ?      | Campionat del món de 4T           | -      |
| 2004 | Honda  | AMA Endurocross                   | -      |
| 2004 | Honda  | Campionat del món de veterans     | >30    |
| 2004 | ?      | Campionat del món de 4T           | -      |
| 2005 | Honda  | Campionat del món de veterans     | >30    |
| 2005 | ?      | Campionat del món de 4T           | -      |
|      |        |                                   |        |
| 2010 | Honda  | Campionat del món de veterans     | >30    |
| 2011 | Yamaha | Campionat del món de veterans     | >30    |
| 2012 | Yamaha | Campionat del món de veterans     | >30    |
|      |        |                                   |        |
| 2016 | ?      | Campionat dels EUA d'Enduro (MTB) | ?      |

### Resum
- 1 Motocross des Nations
- 5 Campionats del món de motocròs per a veterans majors de 30
- 5 Campionats del món de motocròs de 4T
- 1 Campionat AMA d'EnduroCross
- 1 Campionat dels Estats Units d'Enduro (MTB)